# Orlen Wyścig Narodów 2020
Orlen Wyścig Narodów 2020, znany również jako Orlen Nations Grand Prix 2020 – 2. edycja wyścigu kolarskiego Orlen Wyścig Narodów, która odbyła się w dniach od 12 do 13 września 2020 na liczącej ponad 160 kilometrów trasie wokół Rzeszowa, składającej się z dwóch etapów. Wyścig był częścią UCI Europe Tour 2020 oraz UCI Pucharu Narodów U23 2020.
Orlen Wyścig Narodów 2020 początkowo odbyć się miał 29 i 30 sierpnia, jednak, ze względu na pandemię COVID-19, został przeniesiony na termin wrześniowy. Rozgrywany w kategorii wiekowej U23 wyścig miał być finałowym w ramach cyklu UCI Pucharu Narodów U23 2020, jednak pozostałe pięć imprez tej rangi w sezonie 2020 zostało odwołanych, w związku z czym Orlen Wyścig Narodów pozostał jedynym jaki został rozegrany w ramach tego cyklu.

## Etapy
Rywalizacja w Orlen Wyścigu Narodów 2020 składała się z dwóch etapów: jazdy drużynowej na czas (12 września; 27 km) oraz etapu ze startu wspólnego (13 września; 135 km) – oba rozgrywane są na tej samej, liczącej 27 kilometrów pętli wokół Rzeszowa ze startem i metą zlokalizowanymi przy alei Cieplińskiego.
| Etap | Data   | Start – Meta      | type                    | Dystans (km) | Zwycięzca etapu | Lider      |
| ---- | ------ | ----------------- | ----------------------- | ------------ | --------------- | ---------- |
| 1    | 12 wrz | Rzeszów – Rzeszów | jazda drużynowa na czas | 27           | Holandia U23    | Daan Hoole |
| 2    | 13 wrz | Rzeszów – Rzeszów | pagórkowaty             | 135          | Olav Kooij      | Olav Kooij |

## Drużyny
Orlen Wyścig Narodów przeznaczony był dla reprezentacji młodzieżowych (U23) poszczególnych państw, choć, zgodnie z przepisami UCI, mogą w nim brać udział także drużyny regionalne i mieszane składające się z zawodników z kategorii U23. Do zawodów zgłosiło się w sumie 13 reprezentacji, w tym dwa zespoły reprezentujące Polskę.
| Reprezentacje (13)- Austria U23 - Czechy U23 - Estonia U23 - Niemcy U23 - Luksemburg U23 - Holandia U23 - Polska - Polska U23 - Rosja U23 - Słowacja U23 - Słowenia U23 - Szwecja U23 - Szwajcaria U23 |
| |

## Wyniki etapów

### Etap 1
| Klasyfikacja drużynowa | Klasyfikacja drużynowa | Klasyfikacja drużynowa | Klasyfikacja drużynowa |
| Drużyna                | Drużyna                | Państwo                | Czas                   |
| ---------------------- | ---------------------- | ---------------------- | ---------------------- |
| 1.                     | Holandia U23           | Holandia               | 32' 03"                |
| 2.                     | Szwajcaria U23         | Szwajcaria             | + 13"                  |
| 3.                     | Niemcy U23             | Niemcy                 | + 19"                  |
| 4.                     | Estonia U23            | Estonia                | + 49"                  |
| 5.                     | Szwecja U23            | Szwecja                | + 57"                  |
| 6.                     | Polska U23             | Polska                 | + 1' 09"               |
| 7.                     | Słowenia U23           | Słowenia               | + 1' 13"               |
| 8.                     | Austria U23            | Austria                | + 1' 18"               |
| 9.                     | Rosja U23              | Rosja                  | + 1' 43"               |
| 10.                    | Słowacja U23           | Słowacja               | + 1' 46"               |

| Klasyfikacja drużynowa | Klasyfikacja drużynowa | Klasyfikacja drużynowa | Klasyfikacja drużynowa |
| Drużyna                | Drużyna                | Państwo                | Czas                   |
| ---------------------- | ---------------------- | ---------------------- | ---------------------- |
| 1.                     | Holandia U23           | Holandia               | 32' 03"                |
| 2.                     | Szwajcaria U23         | Szwajcaria             | + 13"                  |
| 3.                     | Niemcy U23             | Niemcy                 | + 19"                  |
| 4.                     | Estonia U23            | Estonia                | + 49"                  |
| 5.                     | Szwecja U23            | Szwecja                | + 57"                  |
| 6.                     | Polska U23             | Polska                 | + 1' 09"               |
| 7.                     | Słowenia U23           | Słowenia               | + 1' 13"               |
| 8.                     | Austria U23            | Austria                | + 1' 18"               |
| 9.                     | Rosja U23              | Rosja                  | + 1' 43"               |
| 10.                    | Słowacja U23           | Słowacja               | + 1' 46"               |

| \| Klasyfikacja generalna \| Klasyfikacja generalna \| Klasyfikacja generalna \| Klasyfikacja generalna \| Klasyfikacja generalna \| \| Kolarz \| Kolarz \| Państwo \| Drużyna \| Czas \| \| ---------------------- \| ---------------------- \| ---------------------- \| ---------------------- \| ---------------------- \| \| 1. \| Daan Hoole \| Holandia \| Holandia U23 \| 32' 03" \| \| 2. \| Stijn Daemen \| Holandia \| Holandia U23 \| + 0" \| \| 3. \| Olav Kooij \| Holandia \| Holandia U23 \| + 0" \| \| 4. \| Mick van Dijke \| Holandia \| Holandia U23 \| + 0" \| \| 5. \| Robin Froidevaux \| Szwajcaria \| Szwajcaria U23 \| + 13" \| \| 6. \| Alex Vogel \| Szwajcaria \| Szwajcaria U23 \| + 13" \| \| 7. \| Stefan Bissegger \| Szwajcaria \| Szwajcaria U23 \| + 13" \| \| 8. \| Pirmin Benz \| Niemcy \| Niemcy U23 \| + 19" \| \| 9. \| Maurice Ballerstedt \| Niemcy \| Niemcy U23 \| + 19" \| \| 10. \| Hannes Wilksch \| Niemcy \| Niemcy U23 \| + 19" \| |                     |            |                |         |
| |                     |            |                |         |
| Źródło: ProCyclingStats |                     |            |                |         |
| Klasyfikacja generalna |                     |            |                |         |
| Kolarz | Kolarz              | Państwo    | Drużyna        | Czas    |
| 1. | Daan Hoole          | Holandia   | Holandia U23   | 32' 03" |
| 2. | Stijn Daemen        | Holandia   | Holandia U23   | + 0"    |
| 3. | Olav Kooij          | Holandia   | Holandia U23   | + 0"    |
| 4. | Mick van Dijke      | Holandia   | Holandia U23   | + 0"    |
| 5. | Robin Froidevaux    | Szwajcaria | Szwajcaria U23 | + 13"   |
| 6. | Alex Vogel          | Szwajcaria | Szwajcaria U23 | + 13"   |
| 7. | Stefan Bissegger    | Szwajcaria | Szwajcaria U23 | + 13"   |
| 8. | Pirmin Benz         | Niemcy     | Niemcy U23     | + 19"   |
| 9. | Maurice Ballerstedt | Niemcy     | Niemcy U23     | + 19"   |
| 10. | Hannes Wilksch      | Niemcy     | Niemcy U23     | + 19"   |

| Klasyfikacja generalna | Klasyfikacja generalna | Klasyfikacja generalna | Klasyfikacja generalna | Klasyfikacja generalna |
| Kolarz                 | Kolarz                 | Państwo                | Drużyna                | Czas                   |
| ---------------------- | ---------------------- | ---------------------- | ---------------------- | ---------------------- |
| 1.                     | Daan Hoole             | Holandia               | Holandia U23           | 32' 03"                |
| 2.                     | Stijn Daemen           | Holandia               | Holandia U23           | + 0"                   |
| 3.                     | Olav Kooij             | Holandia               | Holandia U23           | + 0"                   |
| 4.                     | Mick van Dijke         | Holandia               | Holandia U23           | + 0"                   |
| 5.                     | Robin Froidevaux       | Szwajcaria             | Szwajcaria U23         | + 13"                  |
| 6.                     | Alex Vogel             | Szwajcaria             | Szwajcaria U23         | + 13"                  |
| 7.                     | Stefan Bissegger       | Szwajcaria             | Szwajcaria U23         | + 13"                  |
| 8.                     | Pirmin Benz            | Niemcy                 | Niemcy U23             | + 19"                  |
| 9.                     | Maurice Ballerstedt    | Niemcy                 | Niemcy U23             | + 19"                  |
| 10.                    | Hannes Wilksch         | Niemcy                 | Niemcy U23             | + 19"                  |

### Etap 2
| \| Klasyfikacja etapu \| Klasyfikacja etapu \| Klasyfikacja etapu \| Klasyfikacja etapu \| Klasyfikacja etapu \| \| Kolarz \| Kolarz \| Państwo \| Drużyna \| Czas \| \| ------------------ \| ------------------ \| ------------------ \| ------------------ \| ------------------ \| \| 1. \| Olav Kooij \| Holandia \| Holandia U23 \| 3h 00' 31" \| \| 2. \| Markus Pajur \| Estonia \| Estonia U23 \| + 0" \| \| 3. \| Rait Ärm \| Estonia \| Estonia U23 \| + 0" \| \| 4. \| Žiga Horvat \| Słowenia \| Słowenia U23 \| + 0" \| \| 5. \| Bartosz Rudyk \| Polska \| Polska U23 \| + 0" \| \| 6. \| Alex Vogel \| Szwajcaria \| Szwajcaria U23 \| + 0" \| \| 7. \| Lukáš Kubiš \| Słowacja \| Słowacja U23 \| + 0" \| \| 8. \| Tobias Bayer \| Austria \| Austria U23 \| + 0" \| \| 9. \| Žiga Jerman \| Słowenia \| Słowenia U23 \| + 0" \| \| 10. \| Mario Gamper \| Austria \| Austria U23 \| + 0" \| |               |            |                |            |
| |               |            |                |            |
| Źródło: ProCyclingStats |               |            |                |            |
| Klasyfikacja etapu |               |            |                |            |
| Kolarz | Kolarz        | Państwo    | Drużyna        | Czas       |
| 1. | Olav Kooij    | Holandia   | Holandia U23   | 3h 00' 31" |
| 2. | Markus Pajur  | Estonia    | Estonia U23    | + 0"       |
| 3. | Rait Ärm      | Estonia    | Estonia U23    | + 0"       |
| 4. | Žiga Horvat   | Słowenia   | Słowenia U23   | + 0"       |
| 5. | Bartosz Rudyk | Polska     | Polska U23     | + 0"       |
| 6. | Alex Vogel    | Szwajcaria | Szwajcaria U23 | + 0"       |
| 7. | Lukáš Kubiš   | Słowacja   | Słowacja U23   | + 0"       |
| 8. | Tobias Bayer  | Austria    | Austria U23    | + 0"       |
| 9. | Žiga Jerman   | Słowenia   | Słowenia U23   | + 0"       |
| 10. | Mario Gamper  | Austria    | Austria U23    | + 0"       |

## Klasyfikacje

### Klasyfikacja generalna
| \| Klasyfikacja generalna \| Klasyfikacja generalna \| Klasyfikacja generalna \| Klasyfikacja generalna \| Klasyfikacja generalna \| \| Kolarz \| Kolarz \| Państwo \| Drużyna \| Czas \| \| ---------------------- \| ---------------------- \| ---------------------- \| ---------------------- \| ---------------------- \| \| 1. \| Olav Kooij \| Holandia \| Holandia U23 \| 3h 32' 34" \| \| 2. \| Mick van Dijke \| Holandia \| Holandia U23 \| + 0" \| \| 3. \| Daan Hoole \| Holandia \| Holandia U23 \| + 0" \| \| 4. \| Stijn Daemen \| Holandia \| Holandia U23 \| + 0" \| \| 5. \| Alex Vogel \| Szwajcaria \| Szwajcaria U23 \| + 13" \| \| 6. \| Robin Froidevaux \| Szwajcaria \| Szwajcaria U23 \| + 13" \| \| 7. \| Stefan Bissegger \| Szwajcaria \| Szwajcaria U23 \| + 13" \| \| 8. \| Maurice Ballerstedt \| Niemcy \| Niemcy U23 \| + 19" \| \| 9. \| Pirmin Benz \| Niemcy \| Niemcy U23 \| + 19" \| \| 10. \| Hannes Wilksch \| Niemcy \| Niemcy U23 \| + 19" \| |                     |            |                |            |
| |                     |            |                |            |
| Źródło: ProCyclingStats |                     |            |                |            |
| Klasyfikacja generalna |                     |            |                |            |
| Kolarz | Kolarz              | Państwo    | Drużyna        | Czas       |
| 1. | Olav Kooij          | Holandia   | Holandia U23   | 3h 32' 34" |
| 2. | Mick van Dijke      | Holandia   | Holandia U23   | + 0"       |
| 3. | Daan Hoole          | Holandia   | Holandia U23   | + 0"       |
| 4. | Stijn Daemen        | Holandia   | Holandia U23   | + 0"       |
| 5. | Alex Vogel          | Szwajcaria | Szwajcaria U23 | + 13"      |
| 6. | Robin Froidevaux    | Szwajcaria | Szwajcaria U23 | + 13"      |
| 7. | Stefan Bissegger    | Szwajcaria | Szwajcaria U23 | + 13"      |
| 8. | Maurice Ballerstedt | Niemcy     | Niemcy U23     | + 19"      |
| 9. | Pirmin Benz         | Niemcy     | Niemcy U23     | + 19"      |
| 10. | Hannes Wilksch      | Niemcy     | Niemcy U23     | + 19"      |

### Klasyfikacja drużynowa
| Klasyfikacja drużynowa | Klasyfikacja drużynowa | Klasyfikacja drużynowa | Klasyfikacja drużynowa |
| Drużyna                | Drużyna                | Państwo                | Czas                   |
| ---------------------- | ---------------------- | ---------------------- | ---------------------- |
| 1.                     | Holandia U23           | Holandia               | 9h 33' 36"             |
| 2.                     | Szwajcaria U23         | Szwajcaria             | + 13"                  |
| 3.                     | Niemcy U23             | Niemcy                 | + 19"                  |
| 4.                     | Estonia U23            | Estonia                | + 49"                  |
| 5.                     | Słowenia U23           | Słowenia               | + 1' 13"               |
| 6.                     | Austria U23            | Austria                | + 1' 18"               |
| 7.                     | Rosja U23              | Rosja                  | + 1' 43"               |
| 8.                     | Luksemburg U23         | Luksemburg             | + 2' 34"               |
| 9.                     | Polska U23             | Polska                 | + 7' 26"               |
| 10.                    | Szwecja U23            | Szwecja                | + 8' 00"               |